# 郫县站
郫县站位于中华人民共和国四川省成都市郫都区，于2014年启用，是成都市域铁路成灌线的一个高架车站。该站隶属成都局集团。

## 运营信息
每天有多趟成灌线列车停靠本站。

### 运营列车
目前成都市域铁路成灌线使用的是和谐号CRH1型电力动车组。

## 车站结构
郫县站是一个高架侧式站台火车站，站台配有半高屏蔽门。
| 1层 |      | 出入口，售票处，候车室                             |  |
| 2层 |      |                                                    |  |
|     | 侧式 |                                                    |  |
| 2道 | 2    | 成都市域铁路成灌线往成都站方向                     |  |
| 1道 | 1    | 成都市域铁路成灌线往青城山站/彭州站/离堆公园站方向 |  |
|     | 侧式 |                                                    |  |
|     |      |                                                    |  |